# قلعه آلانیا

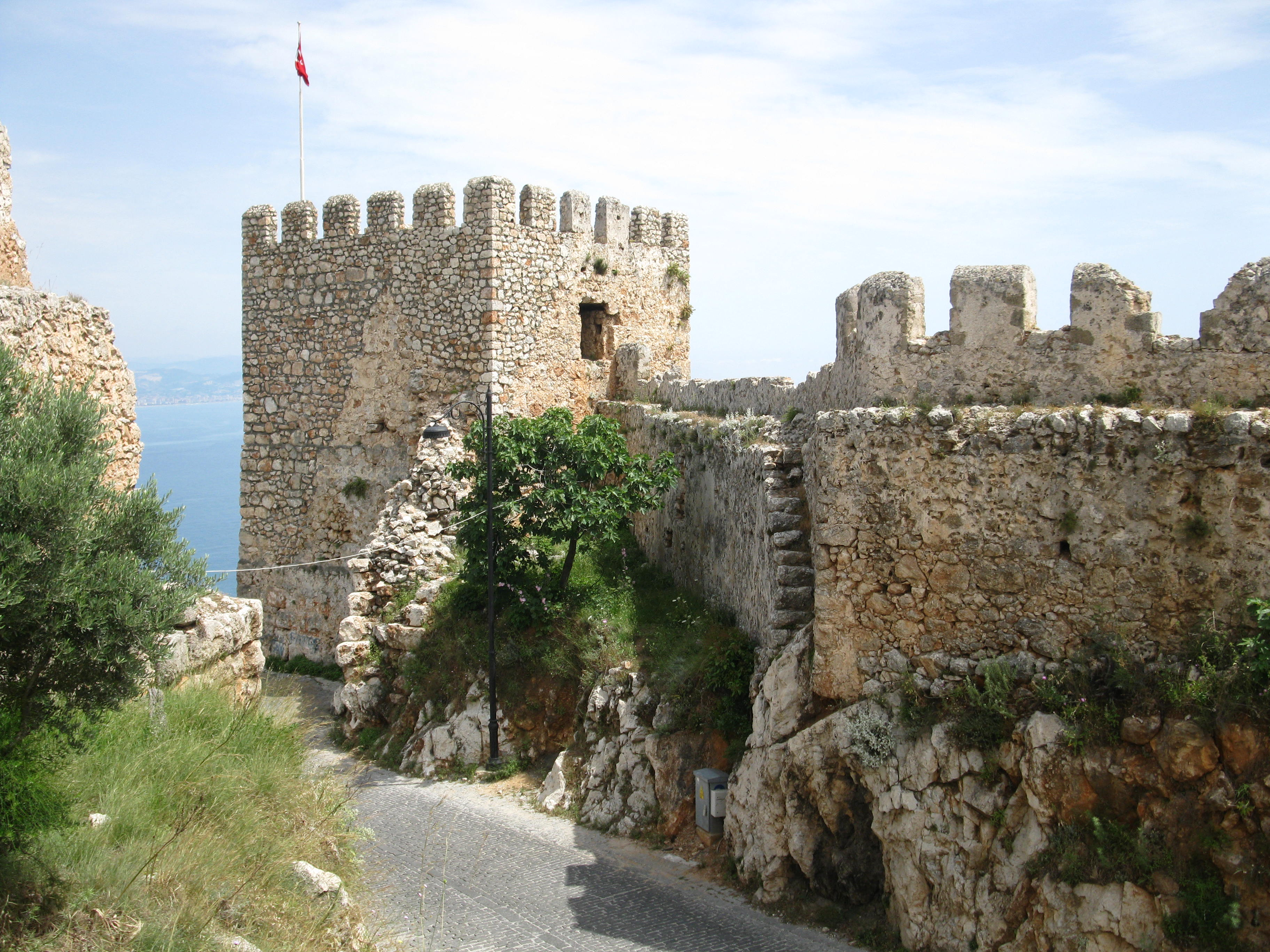
قلعهٔ آلانیا

قلعهٔ آلانیا یک قلعهٔ قرون وسطایی در جنوب شهر آلانیا در ترکیه است. بیشتر قسمت‌های این قلعه در قرن ۱۳ تحت حکمرانی سلجوقیان روم و بعد از تسخیر این شهر در سال ۱۲۲۰ توسط سلطان علاءالدین کیقباد اول ساخته شده‌است که بیشتر مکان‌های معروف شهر آلانیا اطراف یا داخل قلعه قرار دارد. قلعه بر روی باقیمانده‌های دوران بیزانس و استحکامات دوران روم ساخته شده‌است و پس از آنکه منطقه تحت امپراطوری عثمانی به صلح رسید قلعه کاملاً به صورت دفاعی درآمد و ویلاهای متعددی در قرن ۱۹ در داخل دیوارهای آن ساخته شد. امروزه ساختمان قلعه یک موزهٔ روباز می‌باشد. دسترسی به بخش رو به دریای قلعه با بلیط امکان‌پذیر است اما بیشتر بخش‌های داخل دیوارها شامل زمین قلعه برای بازدید عموم آزاد است.

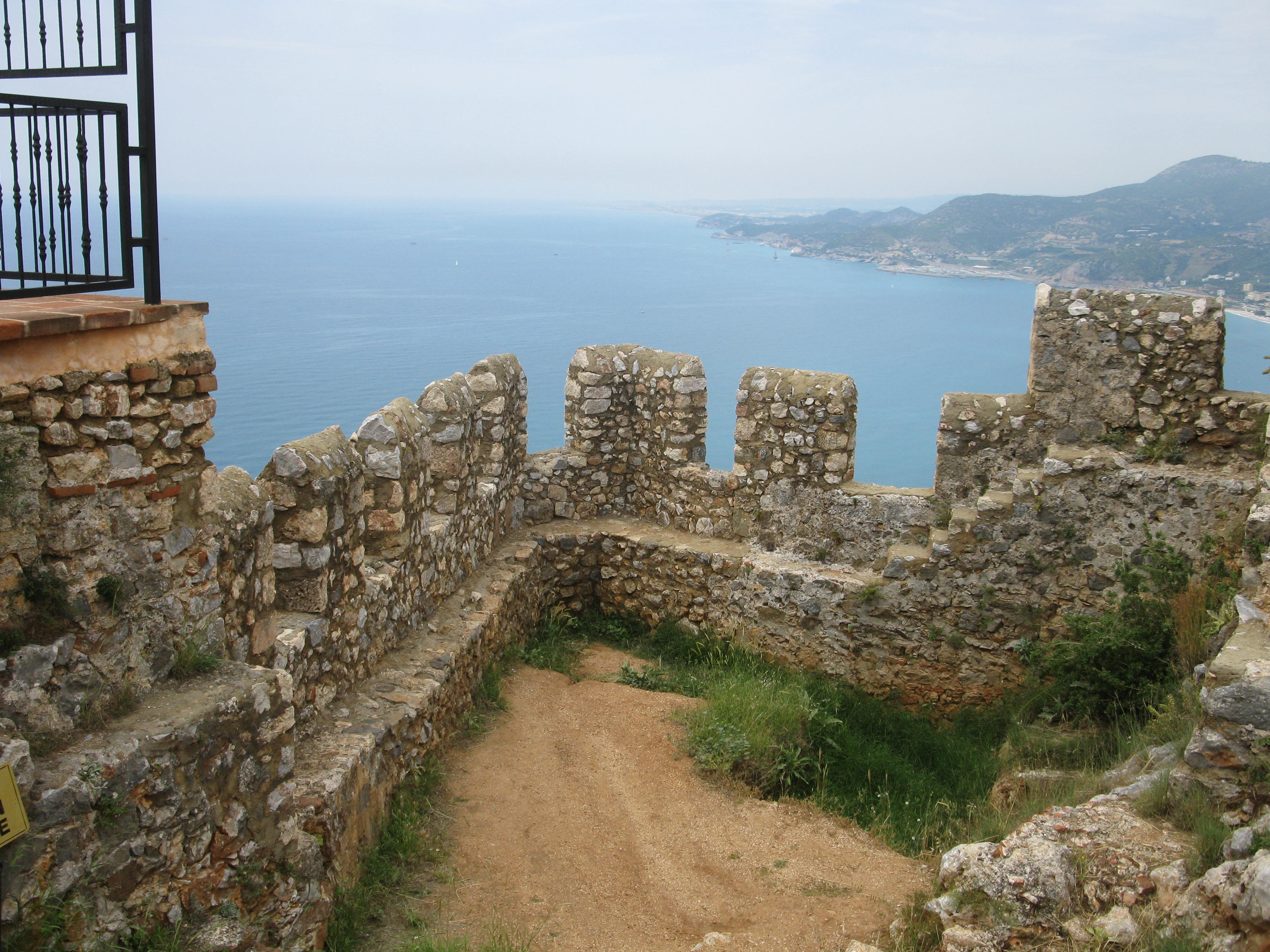
چشم‌اندازی از فراز قلعهٔ آلانیا

قلعه در ۲۵۰ متری (۸۲۰ فوتی) بالای دریا روی شبه جزیرهٔ سنگی پیش رفته به دریای مدیترانه قرار گرفته‌است که از آن از سه طرف محافظت می‌کند.
دیوار قلعه که آن را احاطه کرده‌است به طول ۶٫۵ کیلومتر (۴ مایل) و شامل ۱۴۰ برج و ۴۰۰ مخزن مختلف است که برای ارائه خدمات به قلعه ساخته شده‌است. در سال ۲۰۰۹ مقامات شهر قلعهٔ آلانیا و کارخانهٔ کشتی‌سازی را به عنوان میراث فرهنگی سازمان جهانی یونسکو ثبت کردند.